# Світські євреї
Світські євреї (івр. חִלּוֹנִ‬, хілоні) — частина єврейського населення держави Ізраїль, що відкидає суто релігійний напрямок існування ізраїльського суспільства.

## Історія
Дослідники виводять формування світського ізраїльського (юдейського) руху з принципів сіонізму, які ще у XIX ст. сформулював австрійський єврей Теодор Герцль. Саме переселенці з Європи під час Першої та Другої Алії заклали основи сіонізму, а потім хілонізму в майбутньому Ізраїлі. В той час як палестинські, близькосхідні та африканські юдеї спиралися на релігійну основу формування державності та існування суспільства. Спочатку хілонізм формувався в кібуцах, потім нових містах, зрештою його прихильники поширилися по всьому Ізраїлю.
Від часу утворення держави в ізраїльському суспільстві постійно точиться боротьба між світським і релігійним напрямами. За деякими дослідженнями на 1987 рік прихильників хілонізму нараховувалося 45 %, а у 2015 році їх вже становило 49 % загальної кількості населення Ізраїлю.

## Характеристика
Прихильники не суворо дотримуються основних норм юдаїзму: не працювати в суботу, вживання кошерної їжі, відвідування синагоги. Крім того, значна частина є агностиками, атеїстами, матеріалістами, раціонально-світськими гуманістами. Водночас немає чіткого визначення: є люди, що працюють у суботу, в той же час вживають лише кошерну їжу й вважають себе хілоні. Основний принцип дотримування світських правил і законів, що превалюють над релігійними, бути вільним від забобонів, що не порушують права інших.
Хілоні беруть участь у світських святах, що частково мають релігійні коріння: День пам'яті Голокосту, День Незалежності (тут лише головний рабин оголошує промову, в подальшому суто світські заходи). Також часткою хілонізму вважається діяльність театрів, музеїв, консерваторій, телебачення, філармоній.
Супротивники хілоні розглядають його як духовну сутність, що повністю протистоїть духовної сутності юдаїзму, але при цьому використовує юдаїзм у своїх корисливих цілях.